# Davy Oyen
Davy Oyen (Zutendaal, 17 luglio 1975) è un ex calciatore belga, di ruolo difensore.

## Biografia
Anche suo figlio Luca è un calciatore professionista.

## Carriera

### Club
Cresciuto nel settore giovanile del Genk, debutta in prima squadra nel 1993 collezionando 14 presenze fra campionato e coppa nazionale, con una rete all'attivo. Retrocesso al termine della stagione, si trasferisce al Sint-Truiden, dove rimane fino al 1995, quando fa ritorno al club bianco-blu. Dopo aver conquistato la promozione in Jupiler League, nella stagione 1997-1998 conquista la Coppa del Belgio battendo in finale il Club Bruges.
Nel 1998 si trasferisce in Olanda al PSV; con il club biancorosso gioca 19 incontri di campionato ottenendo anche la convocazione in nazionale. Al termine della stagione viene ceduto in prestito all'Anderlecht dove, nonostante lo scarso impiego, conquista il campionato. Acquisito a titolo definitivo dal club belga, vi rimane per ulteriori due stagioni conquistando un altro titolo nel 2001.
Nel 2003 si trasferisce in Inghilterra firmando con il Nottingham Forest; a causa dei frequenti infortuni non riesce a trovare continuità collezionando solo 9 presenze fra campionato e coppe nell'arco di due stagioni.
Rientrato in Belgio nel 2005, trascorre gli ultimi anni di carriera fra prima e seconda divisione con Lommel e Roeselare prima di appendere gli scarpini al chiodo nel 2010.

### Nazionale
Con la nazionale belga gioca 3 amichevoli fra il 1998 ed il 1999 contro Lussemburgo, Grecia e Inghilterra.

## Statistiche
Statistiche aggiornate al 21 novembre 2021.

### Presenze e reti nei club
| Stagione        | Squadra                 | Campionato      | Campionato | Campionato | Coppe nazionali | Coppe nazionali | Coppe nazionali | Coppe continentali | Coppe continentali | Coppe continentali | Altre coppe | Altre coppe | Altre coppe | Totale | Totale | Totale |
| Stagione        | Squadra                 | Comp            | Pres       | Reti       | Comp            | Pres            | Reti            | Comp               | Pres               | Reti               | Comp        | Pres        | Reti        | Pres   | Reti   |        |
| --------------- | ----------------------- | --------------- | ---------- | ---------- | --------------- | --------------- | --------------- | ------------------ | ------------------ | ------------------ | ----------- | ----------- | ----------- | ------ | ------ | ------ |
| 1993-1994       | Genk                    | D1              | 13         | 0          | CB              | 1               | 1               |                    | -                  | -                  |             | -           | -           | 14     | 1      |        |
| 1994-1995       | Sint-Truiden            | D1              | 10         | 0          | CB              | 0               | 0               |                    | -                  | -                  |             | -           | -           | 10     | 0      |        |
| 1995-1996       | Genk                    | D2              | 24         | 6          | CB              | 2               | 0               |                    | -                  | -                  |             | -           | -           | 26     | 6      |        |
| 1996-1997       | Genk                    | D1              | 27         | 0          | CB              | 1               | 0               |                    | -                  | -                  |             | -           | -           | 28     | 0      |        |
| 1997-1998       | Genk                    | D1              | 30         | 1          | CB              | 5               | 0               | CI                 | 3                  | 0                  |             | -           | -           | 38     | 1      |        |
| 1998-1999       | PSV                     | ED              | 19         | 0          | CO              | 0               | 0               | UCL                | 0                  | 0                  |             | -           | -           | 19     | 0      |        |
| 1999-2000       | Anderlecht              | D1              | 7          | 0          | CB              | 1               | 0               | CU                 | 4                  | 0                  |             | -           | -           | 12     | 0      |        |
| 2000-2001       | Anderlecht              | D1              | 4          | 1          | CB              | 0               | 0               | UCL                | 3                  | 0                  |             | -           | -           | 7      | 1      |        |
| 2001-2002       | Anderlecht              | D1              | 2          | 0          | CB              | 1               | 0               | UCL                | 1                  | 0                  |             | -           | -           | 4      | 0      |        |
| 2002-2003       | Nottingham Forest       | 1D              | 4          | 0          | FACup+CdL       | 0               | 0               |                    | -                  | -                  |             | -           | -           | 4      | 0      |        |
| 2003-2004       | Nottingham Forest       | 1D              | 4          | 0          | FACup+CdL       | 0+1             | 0               |                    | -                  | -                  |             | -           | -           | 5      | 0      |        |
| 2004-2005       | Beringen-Heusden-Zolder | D2              | 22         | 5          | CB              | 1               | 0               |                    | -                  | -                  |             | -           | -           | 23     | 5      |        |
| 2005-gen. 2006  | Beringen-Heusden-Zolder | D2              | 23         | 1          | CB              | 1               | 1               |                    | -                  | -                  |             | -           | -           | 24     | 2      |        |
| gen.-giu. 2006  | KVSK Utd                | D2              | 12         | 3          | CB              | 0               | 0               |                    | -                  | -                  |             | -           | -           | 12     | 3      |        |
| 2006-2007       | Roeselare               | D1              | 26         | 4          | CB              | 2               | 0               | CU                 | 3                  | 1                  |             | -           | -           | 31     | 5      |        |
| 2007-2008       | Roeselare               | D1              | 5          | 0          | CB              | 0               | 0               |                    | -                  | -                  |             | -           | -           | 5      | 0      |        |
| 2008-2009       | KVSK Utd                | D2              | 5          | 2          | CB              | 1               | 0               |                    | -                  | -                  |             | -           | -           | 6      | 2      |        |
| 2009-2020       | KVSK Utd                | D2              | 7          | 0          | CB              | 0               | 0               |                    | -                  | -                  |             | -           | -           | 7      | 0      |        |
| Totale carriera | Totale carriera         | Totale carriera | 244        | 23         |                 | 17              | 2               |                    | 14                 | 1                  |             | -           | -           | 275    | 26     |        |

### Cronologia presenze e reti in nazionale
| Cronologia completa delle presenze e delle reti in nazionale ― Belgio | Cronologia completa delle presenze e delle reti in nazionale ― Belgio | Cronologia completa delle presenze e delle reti in nazionale ― Belgio | Cronologia completa delle presenze e delle reti in nazionale ― Belgio | Cronologia completa delle presenze e delle reti in nazionale ― Belgio | Cronologia completa delle presenze e delle reti in nazionale ― Belgio | Cronologia completa delle presenze e delle reti in nazionale ― Belgio | Cronologia completa delle presenze e delle reti in nazionale ― Belgio |
| Data                                                                  | Città                                                                 | In casa                                                               | Risultato                                                             | Ospiti                                                                | Competizione                                                          | Reti                                                                  | Note                                                                  |
| --------------------------------------------------------------------- | --------------------------------------------------------------------- | --------------------------------------------------------------------- | --------------------------------------------------------------------- | --------------------------------------------------------------------- | --------------------------------------------------------------------- | --------------------------------------------------------------------- | --------------------------------------------------------------------- |
| 19-11-1998                                                            | Lussemburgo                                                           | Lussemburgo                                                           | 0 – 0                                                                 | Belgio                                                                | Amichevole                                                            | -                                                                     | 61’                                                                   |
| 5-2-1999                                                              | Larnaca                                                               | Belgio                                                                | 0 – 1                                                                 | Grecia                                                                | Amichevole                                                            | -                                                                     | 65’                                                                   |
| 10-10-1999                                                            | Sunderland                                                            | Inghilterra                                                           | 2 – 1                                                                 | Belgio                                                                | Amichevole                                                            | -                                                                     |                                                                       |
| Totale                                                                |                                                                       | Presenze                                                              | 3                                                                     |                                                                       | Reti                                                                  | 0                                                                     |                                                                       |

## Palmarès

### Club

#### Competizioni nazionali
- Coppa del Belgio: 1

Genk: 1997-1998
- Campionato belga: 2

Anderlecht: 1999-2000, 2000-2001